# دل زخمی (فیلم ۱۹۹۴)
دل زخمی (به هندی: Zakhmi Dil) فیلمی محصول سال ۱۹۹۴ و به کارگردانی راجو سوبرامانیام است. در این فیلم بازیگرانی همچون آکشی کومار، آشوینی بیهیو، راوی کیشان، آنجلی، مون مون سان ایفای نقش کرده‌اند.